# Голокост у Польщі
Голокост у Польщі був частиною загальноєвропейського Голокосту, організованого нацистською Німеччиною, і відбувся в окупованій Німеччиною Польщі. Під час геноциду було вбито три мільйони польських євреїв, половина всіх євреїв, убитих під час Голокосту.
Голокост у Польщі ознаменувався будівництвом нацистською Німеччиною таборів смерті, використанням німцями газових фургонів і масовими розстрілами німецькими військами та їхніми українськими та литовськими помічниками. Табори смерті відігравали центральну роль у винищенні як польських євреїв, так і євреїв, яких Німеччина вивозила на смерть із Західної та Південної Європи.
Кожна гілка витонченої німецької бюрократії була залучена до процесу вбивств, від міністерства внутрішніх справ і фінансів до німецьких фірм і державних залізниць.. Приблизно 98 відсотків єврейського населення окупованої нацистами Польщі під час Голокосту було вбито. Близько 350 000 польських євреїв пережили війну; більшість тих, хто вижив, ніколи не жили в окупованій нацистами Польщі, а жили в радянській окупаційній зоні Польщі протягом 1939 і 1940 років і втекли або були евакуйовані радянською владою далі на схід, щоб уникнути німецького наступу в 1941 році.
З понад 3 000 000 польських євреїв, депортованих до нацистських концтаборів, вижили лише близько 50 000.

## Передумови
Після вторгнення в Польщу в 1939 році, згідно з секретним протоколом пакту Молотова — Ріббентропа, нацистська Німеччина і Радянський Союз розділили Польщу на окупаційні зони. Великі території західної Польщі були анексовані Німеччиною. Близько 52% території Польщі, головним чином прикордонні райони Кресів, де проживало від 13,2 до 13,7 мільйонів людей у тому числі 1 300 000 євреїв, було анексовано Радянським Союзом. За оцінками, від 157 000 до 375 000 польських євреїв або втекли до Радянського Союзу, або були депортовані на схід радянською владою. За кілька місяців польських євреїв у радянській зоні, які відмовилися присягнути на вірність, разом з етнічними поляками депортували в глиб радянської території. Кількість депортованих польських євреїв оцінюється в 200 000–230 000 чоловіків, жінок і дітей.
Обидві окупаційні держави вороже ставилися до існування суверенної польської держави. Однак радянське володіння було недовгим, оскільки умови нацистсько-радянського пакту, підписаного раніше в Москві, були порушені, коли Німецька армія вторглася в радянську окупаційну зону 22 червня 1941 року (див. карту). З 1941 по 1943 роки вся Польща перебувала під контролем Німеччини. Напівколоніальне Генеральне Губернаторство, створене в центральній і південно-східній Польщі, охоплювало 39 відсотків окупованої польської території.

## Нацистська політика геттоїзації
Перед Другою світовою війною в Польщі було 3 500 000 євреїв, які проживали переважно в містах: близько 10% загального населення. База даних Музею історії польських євреїв Полін містить інформацію про 1926 єврейських громад по всій країні. Після завоювання Польщі та вбивства інтелігенції 1939 року перші німецькі антиєврейські заходи включали політику вигнання євреїв з польських територій, анексованих Третім Райхом. Найзахідніші провінції, Велика Польща та Померелія, були перетворені на новий німецький рейхсгау під назвою Данциг-Західна Пруссія та Вартеланд, з наміром повністю германізувати їх шляхом колонізації поселенцями (Lebensraum). Приєднане безпосередньо до нового району Вартегау, місто Лодзь поглинуло початковий приплив близько 40 000 польських євреїв, вимушених залишити навколишні території. Загалом через гетто в Лодзі пройшло 204 000 євреїв. Спочатку їх мали вислати до Генерал-губернаторства. Однак кінцевий пункт масового виселення євреїв залишався відкритим, поки через два роки не було розпочато Остаточне рішення.
Переслідування польських євреїв німецькою окупаційною владою почалося одразу після вторгнення, особливо у великих містах. У перші півтора року нацисти обмежилися тим, що позбавляли євреїв їхніх цінностей і майна заради прибутку, заганяли їх у тимчасові гетто та примушували до рабської праці. Протягом цього періоду німці наказали єврейським громадам призначати єврейські ради (Judenräte) для управління гетто та нести «сувору відповідальність» за виконання наказів. Більшість гетто було засновано в містах і містечках, де єврейське життя вже було добре організоване [потрібна цитата] Під час масової депортації з використанням товарних потягів усі польські євреї були відокремлені від решти суспільства в напівзруйнованих кварталах (Jüdischer Wohnbezirk). примикає до існуючих залізничних коридорів. Продовольча допомога повністю залежала від СС, і євреї були відгороджені від широкої громадськості в нестійкий спосіб.

## Остаточне вирішення та ліквідація гетто

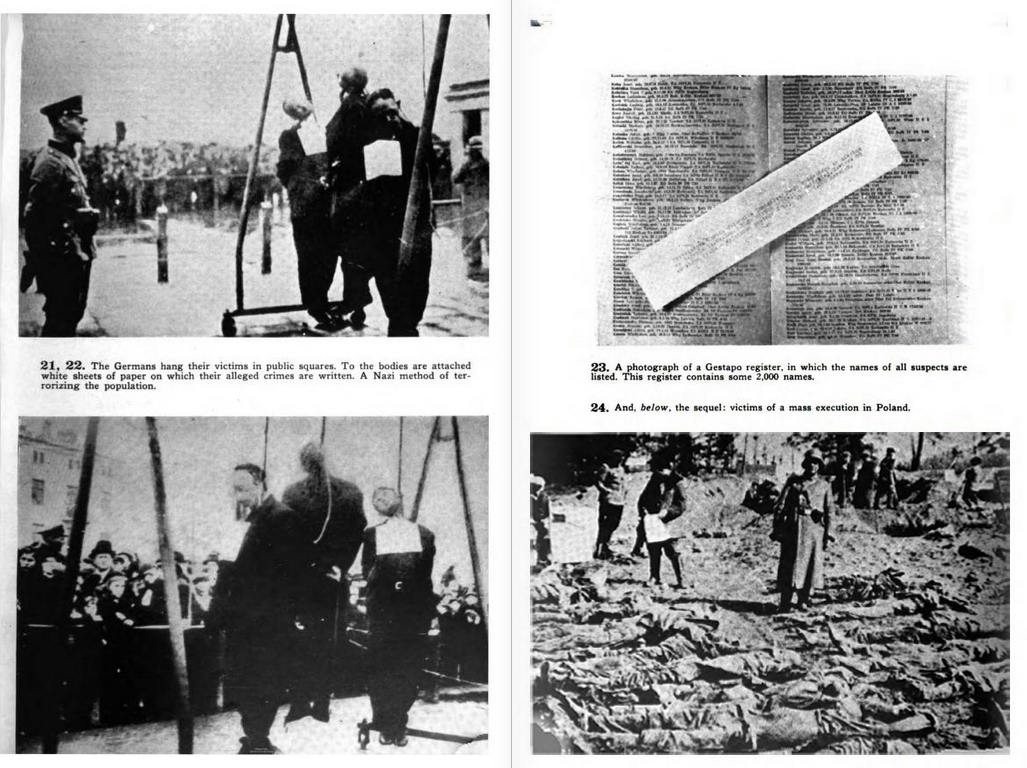
Фотографії з «Чорної книги Польщі», виданої в Лондоні в 1942 році польським урядом у вигнанні.

20 січня 1942 року під час Ванзейської конференції поблизу Берліна статс-секретар генерального уряду Йозеф Бюлер закликав Рейнхарда Гейдріха якнайшвидше розпочати запропоноване «остаточне вирішення єврейського питання». Промислове вбивство вихлопними газами було випробувано протягом кількох тижнів у таборі смерті Хелмно в тодішньому Вартеланді під виглядом переселення. Усім засудженим в’язням гетто сказали, що вони їдуть до трудових таборів, і попросили спакувати ручну поклажу. Багато євреїв повірили в хитрість переміщення, оскільки депортація також була частиною процесу гетто. Тим часом ідея масового вбивства за допомогою стаціонарних газових камер була розроблена до вересня 1941 року чи раніше. Це було передумовою для нещодавно розробленої операції «Рейнхард» на чолі з Оділо Глобочником, який наказав побудувати табори смерті в Белжеці, Собіборі та Треблінці. У Майданеку та Освенцімі робота стаціонарних газових камер почалася в березні та травні відповідно, а перед ними були експерименти з Циклоном Б. Між 1942 і 1944 роками, найбільш екстремальний захід Голокосту, винищення мільйонів євреїв з Польщі та всієї Європи було здійснено в шести таборах смерті. У жодному з таборів Рейнгарда не було польської охорони, незважаючи на неправильну назву «польські табори смерті». Усі центри вбивства були спроектовані та керовані нацистами в суворій таємниці за підтримки українських Травників. Цивільним особам було заборонено наближатися до них і часто розстрілювали, якщо їх ловили біля залізничних колій.
Ранньою весною 1942 року по всьому Генерал-губернаторству почалася систематична ліквідація гетто. Тоді єдиним шансом вижити була втеча на «арійську сторону». Німецькі облави на так звані переселенські потяги були безпосередньо пов’язані з використанням надсекретних об’єктів знищення, побудованих для СС приблизно в той же час різними німецькими інженерними компаніями, включаючи HAHB, I.A. Topf and Sons of Erfurt та C.H. Kori GmbH.

## Збройний опір і повстання в гетто

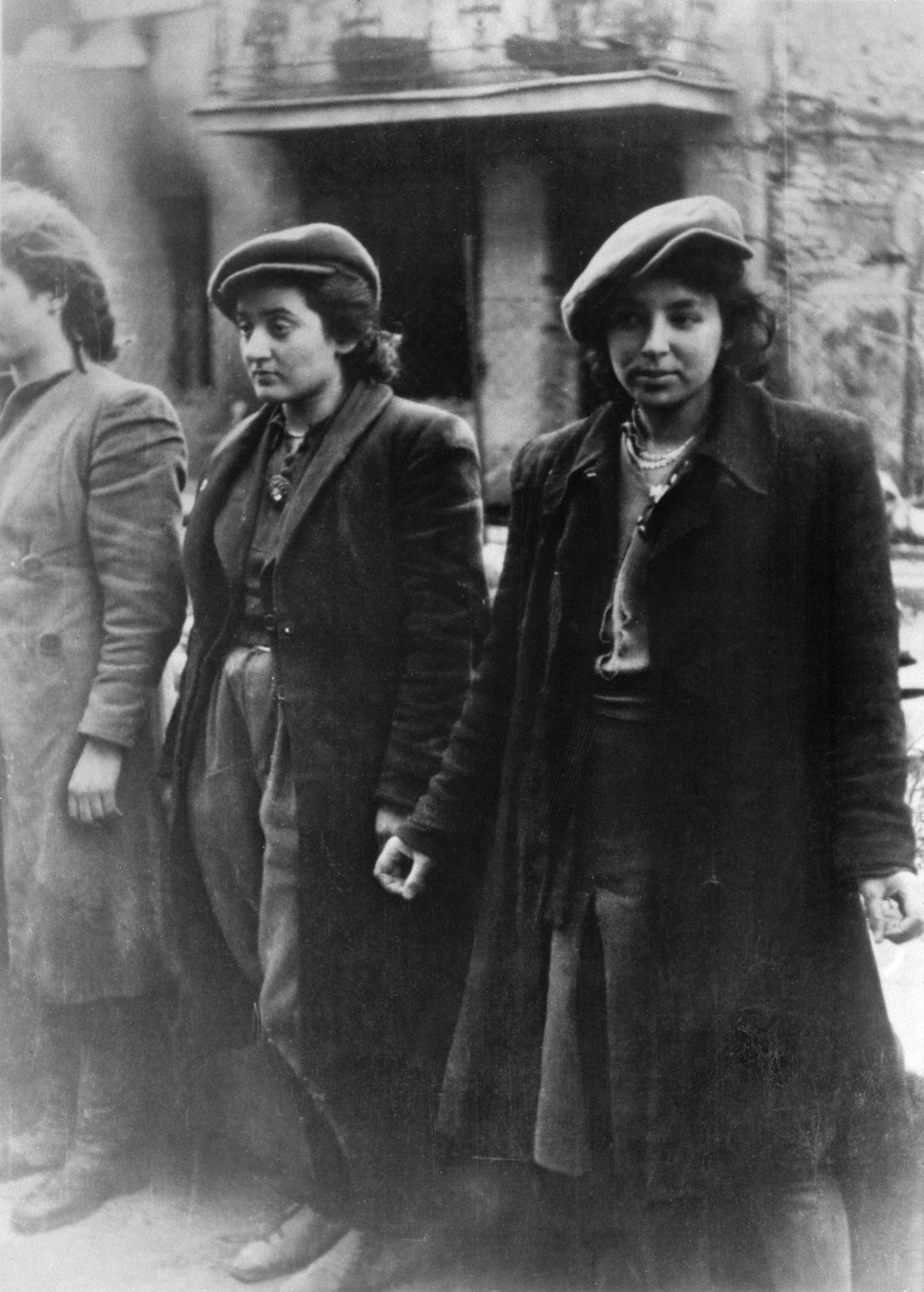
Фотографія єврейських жінок-повстанців, захоплених СС під час повстання у Варшавському гетто, зі звіту Штропа.

Існує поширена помилкова думка, що більшість євреїв йшли на смерть пасивно. 10% польської армії, яка самостійно воювала проти нацистсько-радянського вторгнення до Польщі, становили євреї-поляки, приблизно 100 000 військових. З них німці взяли 50 000 військовополонених і не поводилися з ними згідно з Женевською конвенцією; більшість було відправлено до концтаборів, а потім до таборів смерті. Оскільки Польща продовжувала боротьбу з повстанцями проти окупаційної влади, інші євреї приєднувалися до польського Опору, іноді формуючи виключно єврейські загони.
Опір євреїв нацистам включав їхню збройну боротьбу, а також духовну та культурну опозицію, яка приносила гідність, незважаючи на нелюдські умови життя в гетто. Існувало багато форм опору, хоча старійшини були налякані перспективою масової помсти проти жінок і дітей у разі антинацистського повстання. Оскільки німецька влада взялася за ліквідацію гетто, збройний опір був чинений у понад 100 місцях по обидві сторони польсько-радянського кордону 1939 року, переважно у східній Польщі. Повстання спалахнули в 5 великих містах, 45 провінційних містах, 5 великих концентраційних таборах і таборах смерті, а також щонайменше у 18 таборах примусової праці. Важливо, що єдині повстанці в нацистських таборах були єврейськими.

## Поляки і євреї
Громадяни Польщі є найбільшою групою за національністю, які мають звання Праведників народів світу, яке присвоюється [Яд Вашем]]. У світлі жорстоких покарань німців щодо рятувальників Яд Вашем називає кількість польських праведників «вражаючою». За словами Гуннара С. Паульссона, ймовірно, що ці визнані поляки, понад 6000, «є лише верхівкою айсберга» польських рятувальників. Деякі євреї отримували організовану допомогу від Жеґота (Рада допомоги євреям), підпільної організації польського опору в окупованій Німеччиною Польщі. У своїй роботі про варшавських євреїв Паульссон демонструє, що за значно суворіших умов окупації польським громадянам Варшави вдавалося підтримувати та приховувати такий же відсоток євреїв, як і громадянам західних країн, таких як Голландія чи Данія.
За словами історика Доріс Берген, існують три традиційні трактування стосунків між християнами-поляками та євреями під час Другої світової війни. Першу Берґен називає теорією «поляків як запеклих антисемітів», яка вважає поляків учасниками Голокосту. Берген відкидає такий підхід, кажучи, що хоча він іноді може бути «емоційно задоволеним», він нехтує жорстокістю німецької окупації, спрямованою проти самих поляків. На іншому полюсі Берґен ставить думку «всі поляки були жертвами Голокосту», яка наголошує на тому факті, що під час війни було вбито приблизно стільки поляків-неєвреїв, скільки й євреїв. Цей підхід стверджує, що поляки «робили все, що могли (...) за цих обставин», щоб допомогти євреям, і схильний розглядати поляків-християн як жертви так само, як і євреїв. Берґен зауважує, що хоча ця стипендія створила цінну роботу щодо страждань неєврейських поляків під час війни, іноді вона досягає цього шляхом мінімізації страждань євреїв або навіть повторення деяких Антисемітських вуток. Третя інтерпретація — це теорія «нерівних жертв», яка розглядає як польських язичників, так і євреїв як жертви нацистської Німеччини, але різною мірою; в той час як було вбито рівну кількість кожної групи, 3 мільйони поляків-неєвреїв становили 10% відповідного населення, але для польських євреїв 3 мільйони вбитих становили 80% довоєнного населення. Берген каже, що хоча ця точка зору має певну достовірність, надто часто вона закінчується «змаганням у стражданні» і що така «гра чисел» не має морального сенсу, коли йдеться про людську агонію. Відповідаючи на ці три підходи, Берґен застерігає від широких узагальнень, вона наголошує на діапазоні досвіду та зазначає, що долі обох груп були нерозривно пов’язані складним чином.

## Роль національних меншин у Голокості
Республіка Польща до початку Другої світової війни була мультикультурною країною, де майже третина населення походила з меншин: 13,9 відсотка українців; 10 відсотків євреїв; 3,1% білорусів; 2,3 відсотка німців і 3,4 відсотка чехів, литовців і росіян. Незабаром після відновлення незалежної польської держави в 1918 році близько 500 000 біженців з радянських республік прибули до Польщі в першій спонтанній втечі від переслідувань, особливо в Україні (див. смуга осілості), де під час громадянської війни відбулося до 2 000 погромів. Під час другої хвилі імміграції з листопада 1919 р. по червень 1924 р. близько 1 200 000 осіб залишили територію СРСР до нової Польщі. За оцінками, близько 460 000 біженців розмовляли польською як рідною мовою. Між 1933 і 1938 роками близько 25 000 німецьких євреїв втекли з нацистської Німеччини до притулку в Польщі.
Близько мільйона польських громадян були членами німецької меншини в країні. Після вторгнення 1939 року ще 1 180 000 німецькомовних людей прибули до окупованої Польщі з Рейху (Reichsdeutsche) або (Volksdeutsche іде «Heim ins Reich») зі сходу. Багато сотень етнічно німецьких чоловіків у Польщі приєдналися до нацистських формувань Volksdeutscher Selbstschutz, а також формувань Zonderdienst, створених у травні 1940 року гауляйтером Гансом Франком, дислокованим в окупованому Кракові. Так само серед приблизно 30 000 українських націоналістів, які втекли до polnischen Gebiete, тисячі приєдналися до Похідних груп (pl) як диверсанти, перекладачі та цивільні міліціонери, вишколені на німецьких базах у окрузі Краків.
Існування формувань Зондердінста становило серйозну небезпеку для поляків-католиків, які намагалися допомогти гетто євреям у містах зі значною німецькою та пронімецькою меншинами, як у випадку Ізбіцького та Мінськ-Мазовецького гетто, серед багатьох інших. Антисемітські настрої були особливо помітні у східних провінціях, які були окуповані радянською владою після радянської інвазії на Кресах. Місцеві жителі були свідками репресій проти власних співвітчизників і масових депортацій до Сибіру, які проводив радянський НКВД, де деякі місцеві євреї створювали ополчення, зайняли ключові адміністративні пости та співпрацювали з НКВС. Інші місцеві жителі припускали, що, спонукані до помсти, єврейські комуністи були видатними у зраді етнічних поляків та інших неєврейських жертв.

## Вцілілі
Точна кількість тих, хто пережив Голокост, невідома. До 300 000 євреїв-поляків було серед 1,5 мільйона польських громадян, депортованих радянською владою зі східної Польщі після нацистсько-радянського вторгнення до Польщі в 1939 році, що залишило євреїв глибоко в СРСР і, таким чином, поза межами нацистського вторгнення до східної Польщі в 1939 - 1941 роках. Багато депортованих загинуло в ГУЛАГах, але тисячі євреїв приєдналися до польської Армії Андерса на її шляху з радянських таборів до Британської імперії і таким чином зробили Алію; тисячі інших приєдналися до Польської Берлінської Армії, яка пробилася назад до Польщі та продовжила битву за Берлін. Можливо, близько 300 000 польських євреїв втекли з окупованої Німеччиною Польщі до радянської окупаційної зони незабаром після початку війни. Деякі оцінки значно більші. Дуже високий відсоток євреїв, які втікали на схід, становили чоловіки та жінки без сімей. Тисячі в цій групі загинули від рук ОУН-УПА, ТДА та Ypatingasis būrys під час різанини поляків на Волині, Голокосту в Литві (див. Понарська різанина) та в Білорусі.
Питання про реальні шанси євреїв на виживання після початку Голокосту є предметом вивчення істориків. Більшість польських євреїв у генерал-губернаторстві залишилися на місці. До масових депортацій не було доведеної необхідності залишати знайомі місця. Коли гетто закрили зовні, контрабанда їжі зберегла більшість мешканців у живих. Близько 100 000 євреїв намагалися втекти до таємного існування на «арійському» боці, і, всупереч поширеним помилковим уявленням, ризик того, що їх видадуть поляки, був дуже малим. Німці надзвичайно ускладнювали втечу з гетто безпосередньо перед депортаціями до таборів смерті, оманливо замаскованими під «переселенням на Схід». Усі пропуски було скасовано, стіни відбудовано з меншою кількістю воріт, поліцейських замінили есесівці. Деяких жертв, уже депортованих до Треблінки, змусили написати листи додому, заявивши, що вони в безпеці. Близько 3000 інших потрапили в пастку німецького готелю Polski. Багато євреїв у гетто не вірили в те, що відбувається до самого кінця, тому що фактичний результат здавався немислимим у той час. Девід Дж. Ландау також припустив, що слабке єврейське керівництво могло зіграти свою роль. Подібним чином Ізраїль Гутман припустив, що польське підпілля могло напасти на табори та підірвати залізничні колії, що вели до них, але, як зауважив Паульссон, такі ідеї є продуктом задньої думки.

## Зміна кордону та репатріація
Капітуляція Німеччини в травні 1945 року супроводжувалася масштабними змінами в політичній географії Європи. Кордони Польщі були перекроєні союзниками відповідно до вимог, висунутих Йосифом Сталіним під час Тегеранської конференції, які підтвердили, що вони не підлягають обговоренню на Ялтинській конференції 1945 року. Польський еміграційний уряд був усунений від переговорів. Територія Польщі скоротилася приблизно на 20 відсотків. До кінця 1946 року близько 1,8 мільйона польських громадян було вигнано та примусово переселено в нові кордони. Вперше у своїй історії Польща силою стала гомогенною однонаціональною державою, національне багатство якої зменшилося на 38 відсотків. Фінансова система Польщі була зруйнована. Інтелігенція була значною мірою знищена разом з євреями, а населення скоротилося приблизно на 33 відсотки.
Через територіальний зсув, нав’язаний ззовні, кількість тих, хто пережив Голокост з Польщі, залишається предметом обговорення. Згідно з офіційною статистикою, кількість євреїв у країні різко змінилася за дуже короткий час. У січні 1946 року Центральний комітет польських євреїв (CKŻP) зареєстрував першу хвилю близько 86 000 вцілілих з околиць. До кінця того ж літа кількість зросла приблизно до 205 000–210 000 (з 240 000 реєстрацій і понад 30 000 дублікатів). Серед тих, хто вижив, було 180 000 євреїв, які прибули з радянських територій за угодами про репатріацію. Ще 30 000 євреїв повернулися до Польщі з СРСР після закінчення сталінських репресій через десять років.

## Цитати
- Arad, Yitzhak (1999). Belzec, Sobibor, Treblinka: The Operation Reinhard Death Camps. Bloomington and Indianapolis: Indiana University Press. ISBN 978-0-253-34293-5.
- Browning, Christopher (2004). The Origins of the Final Solution : The Evolution of Nazi Jewish Policy, September 1939 – March 1942. Comprehensive History of the Holocaust. With contributions by Jürgen Matthäus. London: Random House / William Heinemann; University of Nebraska Press 2007 [2004]. ISBN 978-0-8032-0392-1 — через Google Books preview.
- Cherry, Robert D.; Orla-Bukowska, Annamaria (2007). Rethinking Poles and Jews: Troubled Past, Brighter Future. Rowman & Littlefield. ISBN 978-0-7425-4666-0.
- Dobroszycki, Lucjan (1994). Survivors of the Holocaust in Poland: A Portrait Based on Jewish Community Records, 1944–1947. Yivo Institute for Jewish Research, M.E. Sharpe. с. 164. ISBN 978-1-56324-463-6.
- Engel, David (1993). Facing a Holocaust: The Polish Government-in-exile and the Jews, 1943–1945. UNC Press Books. с. 317. ISBN 978-0-8078-2069-8 — через Google Books preview.
- Hakohen, Devorah (2003). Immigration from Poland. Syracuse University Press, 325 pages. ISBN 978-0-8156-2969-6. {{cite book}}: Проігноровано |work= (довідка)
- Kopówka, Edward; Rytel-Andrianik, Paweł (2011). Treblinka II Death Camp. Monograph, chapt. 3 [Treblinka II – Obóz zagłady] (PDF) (пол.). Drohiczyńskie Towarzystwo Naukowe [The Drohiczyn Scientific Society]. ISBN 978-83-7257-496-1. Архів оригіналу (PDF) за 10 жовтня 2014. Процитовано 9 січня 2014 — через PDF direct download 20.2 MB. {{cite book}}: Проігноровано |work= (довідка)
- Lukas, Richard C. (1989). Out of the Inferno: Poles Remember the Holocaust. University Press of Kentucky. с. 13. ISBN 978-0-8131-1692-1. The estimates of Jewish survivors in Poland.
- Lukas, Richard C. (2001). The forgotten Holocaust: the Poles under German occupation, 1939–1944. Hippocrene Books. ISBN 978-0-7818-0901-6.
- Materski, Wojciech; Szarota, Tomasz (2009). Poland 1939–1945. Casualties and the victims of repressions under the Nazi and the Soviet occupations [Polska 1939–1945. Straty osobowe i ofiary represji pod dwiema okupacjami]. Institute of National Remembrance (IPN). Hardcover, 353 pages. ISBN 978-83-7629-067-6. With a Foreword by Janusz Kurtyka (IPN); and expert contributions by Waldemar Grabowski, Franciszek Piper, and Andrzej Krzysztof Kunert. Архів оригіналу за 31 березня 2012. {{cite book}}: Проігноровано |work= (довідка)
- Bogdan Musiał (ed.), "Treblinka — ein Todeslager der Aktion Reinhard", in: Aktion Reinhard — Die Vernichtung der Juden im Generalgouvernement, Osnabrück 2004, pp. 257–281.
- Phayer, Michael (2000). The Catholic Church and the Holocaust, 1930–1965. Indiana University Press. с. 113, 117—120, 250. ISBN 978-0253214713. Dobraczynski Getter.
- Piotrowski, Tadeusz (1998). Poland's Holocaust: Ethnic Strife, Collaboration with Occupying Forces and Genocide in the Second Republic, 1918–1947. Jefferson, NC: McFarland & Company. ISBN 978-0-7864-0371-4. OCLC 37195289.
- Paulsson, Gunnar S. Secret City: The Hidden Jews of Warsaw, 1940–1945. New Haven: Yale University Press, 2002, ISBN 978-0-300-09546-3
- Sterling, Eric; Roth, John K. (2005), Life in the Ghettos During the Holocaust. Syracuse University Press, 356 pages.
- Schelvis, Jules (2014). Sobibor: A History of a Nazi Death Camp. Bloomsbury Publishing. с. 110. ISBN 978-1-4725-8906-4.

## Подальше читання
- Ben-Sasson, Havi (2017). Relations Between Jews and Poles During the Holocaust: The Jewish Perspective (англ.). Jerusalem: Yad Vashem. ISBN 978-965-308-524-4.